# Ghiblies Episode 2
Ghiblies Episode 2 (ギブリーズ episode2, Giburīzu episōdo tū) est un court-métrage d'animation écrit et réalisé par Yoshiyuki Momose pour le studio Ghibli sorti en 2002. Diffusé dans les salles avant Le Royaume des chats au Japon, il reprend le principe de Ghiblies produit deux ans plus tôt.